# Eemweg (Baarn)
De Eemweg is een straat in Baarn in de Nederlandse provincie Utrecht.
De Eemweg verbindt de Kerkstraat langs de Baarnse Dijk met de brug van Eembrugge. Aan het begin bij de Kerkstraat stond tot 1959 een tolhuis. Aan het stuk langs de Eem liggen woonboten, na het viaduct van de A1 is een jachthaven. De weg was een van de uitvalswegen van het dorp. 